# Saldo primário
O saldo primário é o resultado das contas públicas excluindo os juros. Esses recursos são usados para o pagamento dos juros e, quando superiores a eles, são usados para a quitação de parte das dívidas. Nesse caso, temos um exemplo de superávit nominal, o que tende a reduzir o montante da dívida pública.
Impostos, tributos e lucros de estatais são algumas das principais receitas públicas. O pagamento de salários, manutenção de prédios públicos, investimentos em infra-estrutura, juros e gastos de custeio são as principais despesas públicas. O resultado entre essas receitas e despesas nem sempre é positivo, levando o governo a cobrir a diferença via emissão de divisas ou de moeda.
A dívida pública, como qualquer empréstimo, gera obrigações de pagamento de juros, que variam de acordo com a modalidade contratada entre o credor (detentor dos títulos públicos) e o devedor (o Estado em suas diversas esferas). Para o pagamento desses juros, o devedor pode contratar mais dívida, ampliando o estoque dessa no mercado (artifício denominado "Rolagem" da dívida), bem como emitir moeda (gerando pressão inflacionária) ou ainda conter as despesas de forma a obter resultado positivo. Nesse último caso, há o chamado superávit primário, que pode ser (ou não) suficiente para cobrir todo o custo de juros referente à dívida do governo.

## Como é calculado o superávit primário
O resultado primário (superávit ou déficit) pode ser calculado de duas maneiras:
1. Apuram-se todas as receitas não financeiras (ou seja, exceto aquelas provenientes de juros recebidos) e se subtrai desse total todas as despesas não financeiras. Um resultado positivo indica que houve superávit primário e, se negativo, houve déficit. Esse método é conhecido como "acima da linha" e, no Brasil, é calculado pelo Tesouro Nacional,[1] mas apenas para o Governo Central (Tesouro Nacional, Previdência social e Banco Central).
2. A outra maneira de calcular o resultado primário, chamada "abaixo da linha", é verificando qual foi a variação da dívida do Governo e quanto dessa variação foi decorrente de juros. Se a dívida ao final de um período menos os juros pagos nesse período for maior que aquela existente no começo do período, constata-se um déficit primário. Caso contrário, há um superávit primário. No Brasil, o resultado abaixo da linha é calculado pelo Banco Central[2] para todo o Setor Público (incluídos estados, municípios, Distrito Federal e empresas estatais).

As metodologias Acima e Abaixo da Linha são propostas pelo Fundo Monetário Internacional por meio dos Manuais de Estatísticas de Finanças Públicas.